# قانون پخش گراهام
قانون پخش گراهام در شرایط یکسان، آهنگ پخش هر گاز با جذر چگالی آن نسبت عکس دارد. به‌طور مثال، در فشار و دمای یکسان، آهنگ پخش هیدروژن چهار برابر آهنگ پخش اکسیژن است.
گازها حجم ثابتی ندارند، انبساط می‌یابند تا تمامی ظرف خود را پر کنند؛ مثلاً وقتی در شیشه یک عطر در اتاق باز می‌شود، مقدار کمی عطر تبخیر و پس از آن زمان کوتاهی طول می‌کشد تا ذرات عطر کم و بیش به صورت یکسان در سراسر اتاق پخش شود. این انتشار ذرات گاز را پخش می‌نامند. گراهام زمانی مشاهده کرد که در یک بطری ترک دار حاوی هیدروژن که در آب وارونه شده، هیدروژن سریع تر ا ورود هوا خارج می‌شود. این مشاهده باعث شد تا او نتیجه بگیرد گازهای سبک‌تر سریع تر پخش می‌شوند. گراهام با آزمایش‌های بیشتری این قانون را، که اکنون هر دانشجوی رشته شیمی با آن آشناست، استنتاج کرد. ذرات گاز را پخش می‌کند.